# Fred Wallenberg
Fred Gustaf Peder Wallenberg, född 25 maj 1990 i Oscars församling i Stockholm, är en svensk näringslivsprofil.

## Uppväxt
Fred Wallenberg är son till Marcus Wallenberg och guldsmeden Caroline Wallenberg, född Månsson. Liksom sin far har han studerat vid Georgetown University i USA.

## Karriär
Före 2025 var Wallenberg finanschef och investeringsansvarig vid familjens nystartade riskkapitalbolag Navigare Ventures. Han är för närvarande (2025) direktör för affärsutveckling och ansvarig för företagsförvärv vid Piab Group.
År 2025 valdes han in i styrelsen för Investor och blev därmed den förste i Wallenbergfamiljens sjätte generation som intog en plats i något av familjens maktbolag.